# Sphaeroma terebrans
Sphaeroma terebrans is een pissebed uit de familie Sphaeromatidae. De wetenschappelijke naam van de soort werd in 1866 voor het eerst geldig gepubliceerd in door Charles Spence Bate.

## Verspreiding
Sphaeroma terebrans is een mangrove-borende pissebed. De soort werd voor het eerst beschreven vanuit Brazilië, maar men denkt dat het inheems is in de Indo-Pacific en waarschijnlijk ergens vóór 1850 op de rompen van houten schepen in de Atlantische Oceaan werd geïntroduceerd. Het wordt overal in de westelijke Atlantische Oceaan geïntroduceerd (Zuid-Carolina tot Venezuela en Brazilië) en West-Afrika (Nigeria tot Zuid-Afrika). Het komt voor in warme tot tropische klimaten op mangrovewortels, kwelders en door de mens gemaakte constructies zoals boeien, pieren en scheepsrompen. Het speelt een belangrijke rol in sommige ecosystemen door dood hout te recyclen en de groei van mangroven te reguleren. De directe effecten op mangrovegemeenschappen zijn echter gemengd en in sommige gevallen heeft het negatieve effecten op de mangrovegroei, terwijl het in andere gevallen de productiviteit lijkt te stimuleren.